# Agromyza ugandae
Agromyza ugandae är en tvåvingeart som beskrevs av Spencer 1985. Agromyza ugandae ingår i släktet Agromyza och familjen minerarflugor.
Artens utbredningsområde är Uganda. Inga underarter finns listade i Catalogue of Life.